# White Punks on Dope
White Punks on Dope ist ein Song der US-amerikanischen Rockband The Tubes aus ihrem Debütalbum von 1975. Er wurde von den beiden Gitarristen der Band, Bill Spooner und Roger Steen, zusammen mit Michael Evans geschrieben. 

## Allgemeines
Es wurde „absurde Hymne des erbärmlichen Exzesses“ genannt, die sich über die reichen Sprösslinge der Hollywood-Elite lustig macht. Der Song wurde zur Rockhymne der Gruppe und zur Schlussnummer ihrer extravaganten Bühnenshow. 
Der Song wurde in den Vereinigten Staaten als eher gewagt angesehen und wurde daher wenig gespielt. 1977 erreichte die Single Platz 28 der britischen Charts.

## Coverversionen
Die Nina Hagen Band interpretierte das Lied 1978 auf ihrem Debütalbum in einer deutschsprachigen Version als TV-Glotzer mit dem Refrain Ich glotz TV über einen Ostdeutschen, der den ganzen Tag Westfernsehen sieht.
Mötley Crüe coverten den Song im Jahr 2000 auf ihrem Album New Tattoo und live auf ihrer DVD Lewd, Crüed, & Tattooed.